# Київський район (Ростовська область)
Київський район Ростовської області — адміністративно-територіальна одиниця, що існувала в РРФСР у 1934—1963 роках.

## Історія
27 січня 1935 року постановою Північно-Донського Окружного Виконавчого Комітету Азово-Чорноморського Краю була затверджена остаточна мережа з 26 районів Північно-Донського округу, в тому числі Київського району з центром в селі Усть-Мечетка. До 1937 року район був у складі Азово-Чорноморського краю.
13 вересня 1937 року Київський район (з центром в селі Усть-Мечетка) увійшов до складу Ростовської області. 
Указом Президії Верховної Ради СРСР від 6 січня 1954 року з Ростовської області була виділена Кам'янська область (з центром у місті Кам'янськ-Шахтинський). Територія Київського району увійшла до складу Кам'янської області. 
У відповідності з Указом Президії Верховної Ради РРФСР від 19 листопада 1957 року Кам'янська область скасовується. Київський район повертається до складу Ростовської області.
У 1963 році Київський район скасовується. Його територія увійшла в Кашарський район Ростовської області.